# Élections sénatoriales malgaches de 2015
Les élections sénatoriales malgaches de 2015 ont lieu au scrutin indirect le 29 décembre 2015 afin d'élire les membres du Sénat malgache. 
Le scrutin est largement remporté par le parti Force nouvelle pour Madagascar (HVM) du président Hery Rajaonarimampianina.

## Système électoral
Le Sénat est la chambre haute du parlement bicaméral malgache. Il est composé de 63 sénateurs renouvelés tous les cinq ans, dont deux tiers élus au scrutin indirect par les élus régionaux et municipaux et le tiers restant nommé par le président de la république. Les 42 membres élus le sont au scrutin proportionnel plurinominal à raison de sept sénateurs pour chacune des six provinces du pays. Le président malgache nomme les 21 sénateurs restants sur proposition de groupes des secteurs économiques et sociaux, ou pour leurs compétences dans un domaine particulier. Lors des précédentes élections sénatoriales en 2008, 22 sénateurs étaient élus et 11 autres nommés, dans les mêmes conditions .

## Résultats
|                           |                                                               |                  |                  |        |               |  |  |  |  |  |  |  |  |
| Parti                     | Parti                                                         | Votes            | %                | Sièges | +/-           |  |  |  |  |  |  |  |  |
|                           | Force nouvelle pour Madagascar (HVM)                          | 7 548            | 65,98            | 34     | 34            |  |  |  |  |  |  |  |  |
|                           | J'aime Madagascar (TIM)                                       | 1 294            | 11,31            | 3      | 19            |  |  |  |  |  |  |  |  |
|                           | Ensemble avec le président Andry Rajoelina (MAPAR)            | 733              | 6,41             | 2      | 2             |  |  |  |  |  |  |  |  |
|                           | LEADER-Fanilo                                                 | 313              | 2,74             | 1      | 1             |  |  |  |  |  |  |  |  |
|                           | Association Mifanasoa                                         | 217              | 1,90             | 1      | 1             |  |  |  |  |  |  |  |  |
|                           | Manapa-Kevitra Iombonana ho an’ny Fampandrosoana (MARINA)     | 197              | 1,72             | 0      | en stagnation |  |  |  |  |  |  |  |  |
|                           | Mouvement national pour l'indépendance de Madagascar (MONIMA) | 88               | 0,77             | 0      | en stagnation |  |  |  |  |  |  |  |  |
|                           | Association Manimad                                           | 85               | 0,74             | 0      | en stagnation |  |  |  |  |  |  |  |  |
|                           | Firaisan-kinan’ ny Terak’IBAra (FITIBA)                       | 54               | 0,47             | 0      | en stagnation |  |  |  |  |  |  |  |  |
|                           | Association pour la renaissance de Madagascar (AREMA)         | 45               | 0,39             | 0      | en stagnation |  |  |  |  |  |  |  |  |
|                           | Malagasy Tonga Saina (MTS)                                    | 44               | 0,38             | 0      | en stagnation |  |  |  |  |  |  |  |  |
|                           | Malagasy miara-miainga (MMM)                                  | 31               | 0,27             | 0      | en stagnation |  |  |  |  |  |  |  |  |
|                           | Mangarano Malaza                                              | 22               | 0,19             | 0      | en stagnation |  |  |  |  |  |  |  |  |
|                           | Olom-BAovao MAdagasikara (OBAMA)                              | 20               | 0,17             | 0      | en stagnation |  |  |  |  |  |  |  |  |
|                           | Manaranara Fanilo                                             | 17               | 0,15             | 0      | en stagnation |  |  |  |  |  |  |  |  |
|                           | Association Malagasy Sambatra                                 | 16               | 0,14             | 0      | en stagnation |  |  |  |  |  |  |  |  |
|                           | Avotse Tanindraza Madagasikara (ATM)                          | 7                | 0,06             | 0      | en stagnation |  |  |  |  |  |  |  |  |
|                           | Firaisankina no hery (FNH)                                    | 6                | 0,05             | 0      | en stagnation |  |  |  |  |  |  |  |  |
|                           | Gasikara Maintso                                              | 4                | 0,03             | 0      | en stagnation |  |  |  |  |  |  |  |  |
|                           | Fahaizana sy fahendrena                                       | 3                | 0,03             | 0      | en stagnation |  |  |  |  |  |  |  |  |
|                           | Indépendants                                                  | 695              | 6,08             | 1      | 1             |  |  |  |  |  |  |  |  |
|                           | Sénateurs nommés                                              | Sénateurs nommés | Sénateurs nommés | 21     | 10            |  |  |  |  |  |  |  |  |
|                           |                                                               |                  |                  |        |               |  |  |  |  |  |  |  |  |
| Votes valides             | Votes valides                                                 | 11 439           | 94,63            |        |               |  |  |  |  |  |  |  |  |
| Votes blancs et invalides | Votes blancs et invalides                                     | 649              | 5,37             |        |               |  |  |  |  |  |  |  |  |
| Total                     | Total                                                         | 12 088           | 100              | 63     | 30            |  |  |  |  |  |  |  |  |
| Abstentions               | Abstentions                                                   | 574              | 4,53             |        |               |  |  |  |  |  |  |  |  |
| Inscrits / participation  | Inscrits / participation                                      | 12 662           | 95,47            |        |               |  |  |  |  |  |  |  |  |

## Suites
Les 21 sénateurs restants sont nommés par le président Hery Rajaonarimampianina le 1er février 2016, en accord avec le délai de vingt et un jours suivant la proclamation des résultats définitifs des élections,. Honore Rakotomanana est élu président du Sénat huit jours plus tard.